# Standard (Lied)
Standard ist ein Lied des deutschen Produzententeams KitschKrieg, in Kooperation mit den deutschen Rappern Trettmann, Gringo, Ufo361 und Gzuz, das am 19. Oktober 2018 als Single-Auskopplung ihres Albums KitschKrieg veröffentlicht wurde.

## Entstehung
Das Lied wurde von Ufuk Bayraktar (Ufo361), Stefan Richter (Trettmann), Kristoffer Klauß (Gzuz) und Ilfan Kalender (Gringo) geschrieben und von dem Produzententeam KitschKrieg aus Berlin produziert.
Das Musikvideo wurde am 19. Oktober 2018 auf YouTube veröffentlicht und mehr als 65 Millionen Mal abgerufen.

## Inhalt
Aufgebaut ist das Lied aus einem Intro, drei Parts, einer Hook sowie einer Pre-Hook. 
Das Lied beginnt zunächst mit dem vierzeiligen Intro, das von Trettmann gesungen wird und mit dem Tag „K-K-K-K-KitschKrieg“ endet, welcher zur Wiedererkennung für die Produzenten dient. Auf das Intro folgt die Hook, die sich aus acht Lines zusammensetzt. Dabei endet jede Line mit dem Wort „Standard“, was eine Anspielung auf den Song Knöcheltief von Trettmann und Gzuz ist. An die Hook schließt sich der erste Part an, der von Gringo gerappt wird und wie auch die Hook aus acht Lines besteht. Darauf folgt die Pre-Hook, die aus vier Lines besteht und die eigentliche Hook einleitet. Nach dem zweiten Auftreten der Hook folgt der zweite Part, der aus 13 Lines besteht und von Ufo361 gerappt wird. Eingeleitet wird der Part mit der Line „Rest in Peace, Ufo361“, wobei im zugehörigen Musikvideo der Schriftzug „R.I.P. Ufo361“ vor einem Altar eingeblendet wird, wodurch Ufo seinen eigenen Tod „inszeniert“. Diese Inszenierung diente auch als Promo seines Comebacks im Jahr 2019 sowie der Ankündigung seines Albums Wave. Darauf folgt erneut die Hook, an die sich der dritte Part, der aus 10 Lines besteht und von Gzuz gerappt wird, anschließt. Abschließend wird der Song mit der Hook beendet.

## Rezeption

### Chartplatzierungen
Standard konnte sich in der 43. Kalenderwoche des Jahres 2018 auf Rang zwei der deutschen Singlecharts platzieren, bevor es am 2. November 2018 die Spitzenposition erreichte. Für Ufo361 und Gzuz ist es bereits der zweite Nummer-eins-Hit. KitschKrieg, Trettmann und Gringo erreichen das erste Mal die Spitze der deutschen Charts. Der Song verblieb für 29 Wochen in den deutschen Charts. Darüber hinaus platzierte sich das Lied zwei Wochen an der Chartspitze der deutschsprachigen Singlecharts. In Österreich konnte sich die Single auf Rang 2 und in der Schweiz auf Rang 18 platzieren.
| ChartsChartplatzierungen | Höchstplatzierung | Wochen |
| ------------------------ | ----------------- | ------ |
| Deutschland (GfK)        | 1 (29 Wo.)        | 29     |
| Österreich (Ö3)          | 2 (23 Wo.)        | 23     |
| Schweiz (IFPI)           | 18 (11 Wo.)       | 11     |

| ChartsJahrescharts (2018) | Platzierung |
| ------------------------- | ----------- |
| Deutschland (GfK)         | 99          |
| Österreich (Ö3)           | 64          |

| ChartsJahrescharts (2019) | Platzierung |
| ------------------------- | ----------- |
| Deutschland (GfK)         | 57          |

Auf der Streamingplattform Spotify erreichte Standard mehr als 144 Millionen Aufrufe (Stand: Februar 2024).

### Auszeichnungen für Musikverkäufe
In Deutschland und Österreich wurde der Song im Jahr 2019 mit einer Goldenen Schallplatte ausgezeichnet, bevor er 2020 in Deutschland Platin erreichte. Mit über 400.000 verkauften Einheiten gehört Standard zu den meistverkauften Rapsongs in Deutschland.

| Land/Region        | Auszeichnungen für Musikverkäufe (Land/Region, Auszeichnung, Verkäufe) | Verkäufe |
| ------------------ | ---------------------------------------------------------------------- | -------- |
| Deutschland (BVMI) | Platin                                                                 | 400.000  |
| Österreich (IFPI)  | Gold                                                                   | 15.000   |
| Insgesamt          | 1× Gold · 1× Platin ·                                                  | 415.000  |